# Municipio di Gand
Il municipio di Gand (in neerlandese Stadhuis van Gent, in francese Hôtel de ville de Gand) è la sede storica del Comune della città fiamminga di Gand, capoluogo della provincia delle Fiandre Orientali, in Belgio.
Uno dei più bei palazzi pubblici delle Fiandre, presenta due parti distinte erette alla distanza di un secolo l'una dall'altra. Iniziata la prima ala in stile gotico venne aggiunta l'altra in stile rinascimentale.

## Storia e descrizione

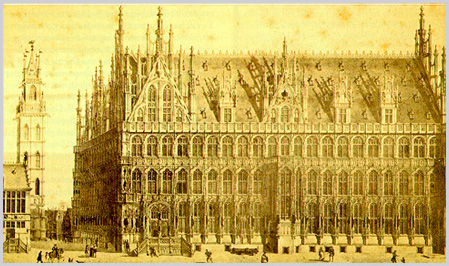
Il progetto iniziale del municipio nel 1518

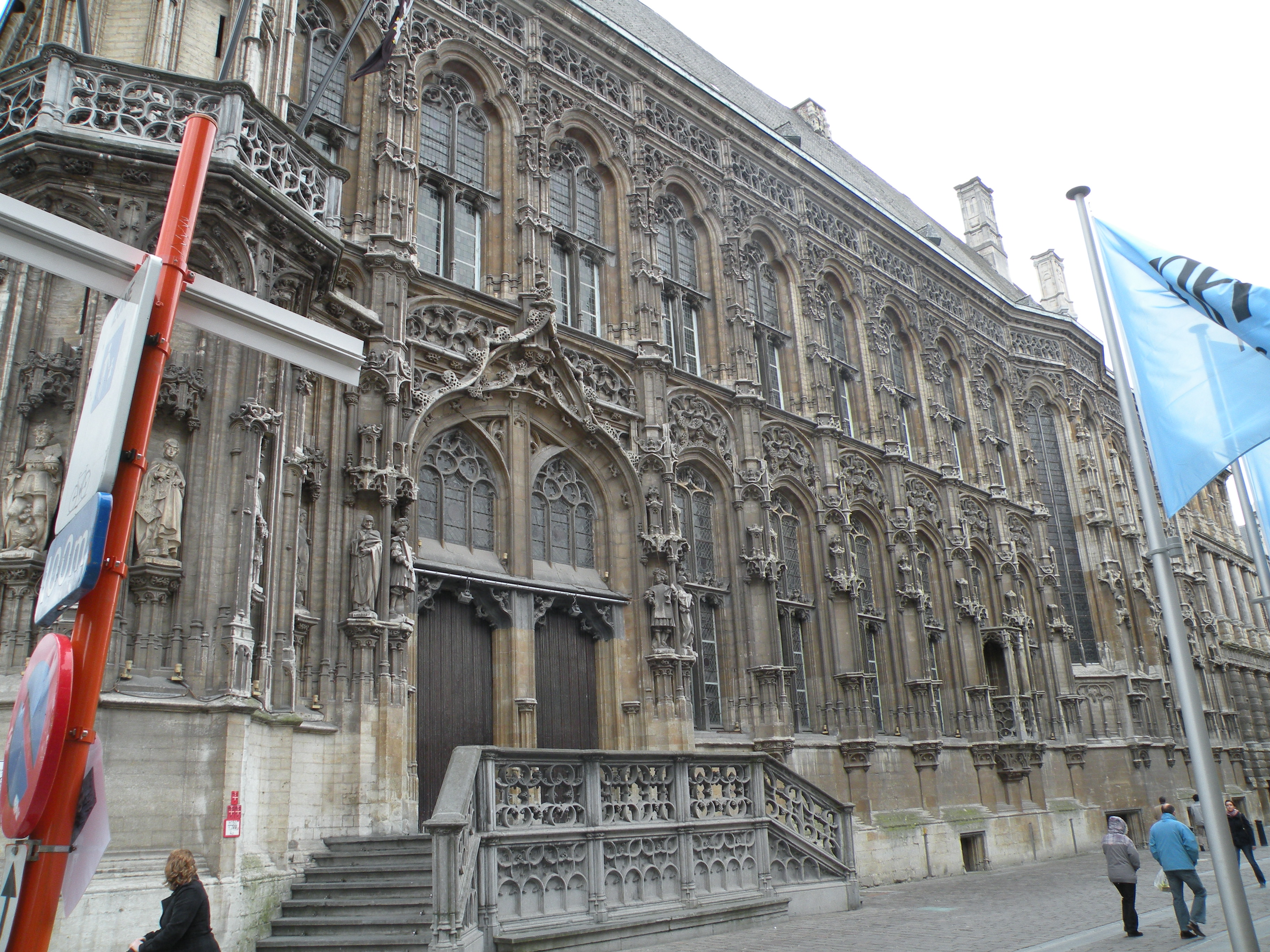
La preziosa facciata gotico fiammeggiante

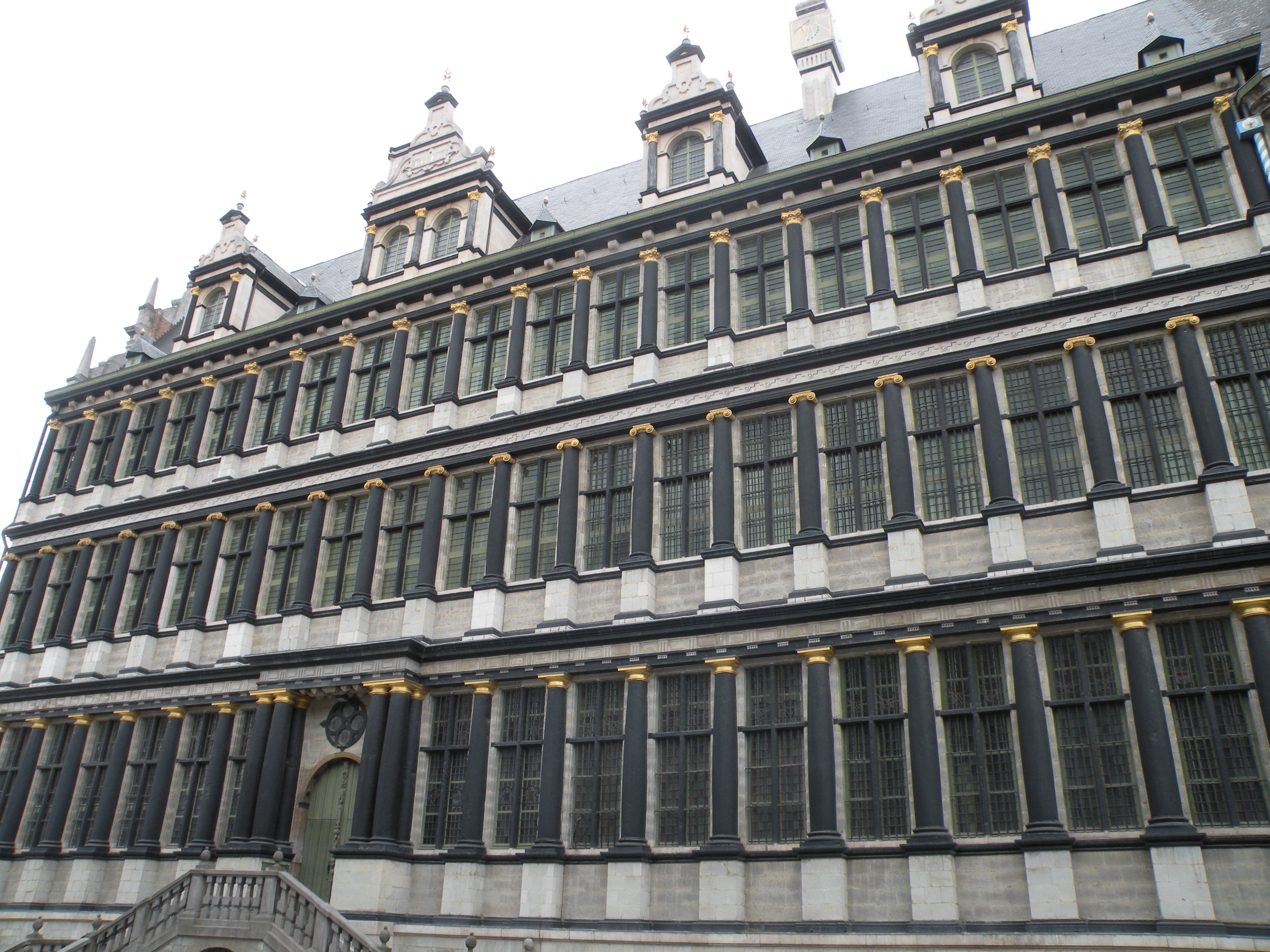
La facciata rinascimentale

Il municipio si compone di due parti accorpate ben distinte, edificate, nel corso di una decina di cantieri, in due diversi stili.
L'edificio occupa l'intero isolato delimitato a nord dalla Hoogpoort, a est dal Botermarkt (mercato del Burro), a sud dal Poeljemarkt (Mercato dei Polli) e a ovest dallo Stadhuissteeg (vicolo del Comune). La sua particolare diversità degli edifici si deve alla cosiddetta Ordinanza di Senlis, emessa nel 1301 da Filippo IV il Bello, re di Francia, durante la dominazione francese delle Fiandre. Essa prevedeva che i poteri fossero separati tra due collegi di scabini, occupanti ciascuno un palazzo a parte. Così gli Schepenen van Keure (scabini della Carta) avevano compiti amministrativi, di gestione finanziaria e di questioni penali; mentre gli Schepenen van Gedele (scabini di Delegazione)
svolgevano il ruolo di giudice di pace, abilitati solo a trattare questioni di successione e di tutela.
Furono proprio gli scabini della Carta a commissionare una prima costruzione, intorno al 1100, della quale oggi rimane solo la cantina all'angolo fra Hoogpoort e Botermarkt, costituita da due volte a crociera gotiche sostenute da colonne. La parte più antica del complesso "soprasuolo" è la vecchia Casa della Carta edificata nel 1482 e situata al centro dell'isolato, chiuso fra le altre costruzioni e non visibile dalla strada. È costituita da due sale sovrapposte dove quella a pianoterra è oggi occupata dalla Sala del Consiglio.
All'inizio del XVI secolo gli scabini della Carta fecero appello ai grandi architetti fiamminghi Rombout II Keldermans e Dominikus De Waghemakere per ricostruire e ampliare il palazzo. Il progetto era grandioso e iniziato nel 1518, venne sospeso già nel 1539 a causa delle difficoltà politiche e finanziarie che Gand si trovò ad affrontare, e finalmente ne venne realizzato solo un quarto.
Sarà costruita infatti solo l'ala nord su Hoogpoort e l'angolo su Botermarkt, in un raffinatissimo e complicato stile Gotico fiammeggiante che ingloba sulla facciata sculture ornamentali, rilievi, trafori, una cappella a sporto e le statue dei Conti di Fiandra.
Nel 1580 si riavvia il cantiere, iniziando lo sviluppo del complesso verso est, lungo la Hoogpoort, che vide l'erezione della cosiddetta Bollaertskamer, questa volta in stile rinascimentale.
Alla fine del XVI secolo saranno gli scabini di Delegazione a rinnovare ed ampliare il loro palazzo. Infatti dal 1595 fino al 1618 fecero realizzare un sontuoso edificio lungo Botermarkt all'angolo col fronte sud. Le facciate, a tre piani e grandi abbaini aperti sull'altissimo tetto, sono impostate su un modulo di finestre crociate rinserrate fra paraste rotonde dai capitelli che in successione si mostrano d'ordine dorico, ionico e corinzio, a seconda dei livelli dell'edificio. I lavori di quest'ala, tuttavia, procedono difficilmente e vedono susseguirsi diversi architetti che lo porteranno a compimento solo nel XVIII secolo, con la facciata sud su Poeljemarkt.
Tutto l'edificio verrà restaurato nel decennio del 1870 con la partecipazione di Viollet-le-Duc che ristrutturò anche la Sala del Consiglio.

## Gli interni

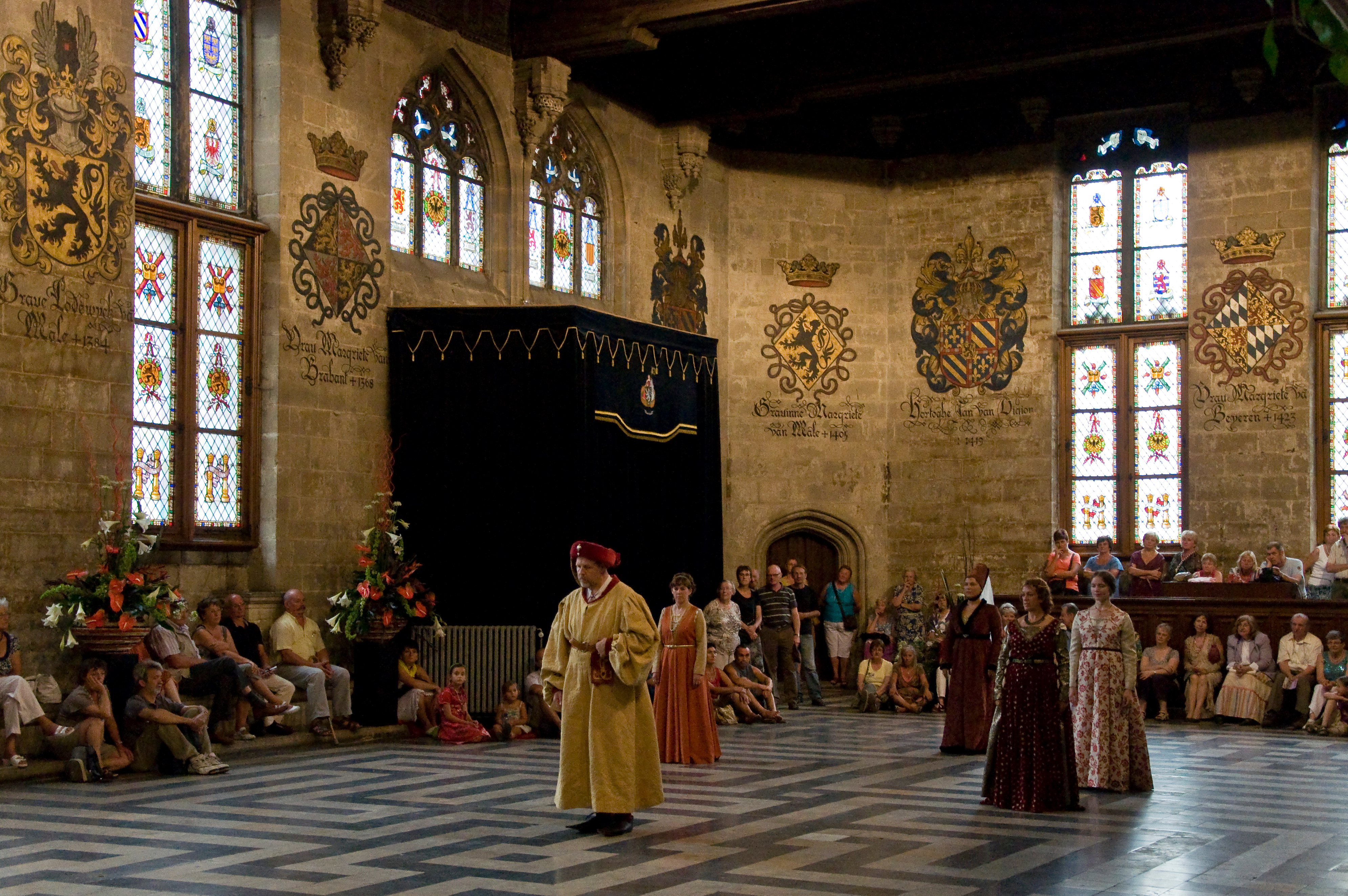
La gotica Pacificatiezaal

All'interno si aprono sontuose sale di rappresentanza:
- Pacificatiezaal, la "Sala della Pacificazione", anticamente Sala degli Scabini della Carta, dove nel 1576 venne proclamata la Pacificazione di Gand. Di chiare forme gotiche presenta un bel pavimento a labirinto del 1533.
- Arsenaalzaal, "Sala dell'Arsenale", dal soffitto a travature lignee.
- Kapel, "Cappella", ambiente gotico dall'abside a belle volte a chiavi pendenti, e alle vetrate raffigurazioni dei Conti di Fiandra.
- Kabinet van de burgemeester "Gabinetto del Borgomastro", del 1728.
- Troonzaal, "Sala del Trono", con grandi volte rinascimentali del 1634 su capitelli gotici pensili.
- Ontvangstsalon, "Sala del Collegio degli Stati di Fiandra", dal ricco camino marmoreo del XVII secolo e ritratti dei sovrani asburgici.
- Gedelezaal, "Sala degli Scabini di Delegazione", dal grande camino del 1668 di Jan van den Steen.